# Kristof Calvo
Kristof Calvo y Castañer (Rumst, 30 gennaio 1987) è un politico belga.
È membro del partito ecologista fiammingo dei Verdi. Attualmente è membro della Camera dei rappresentanti. Dal 2014, Calvo è il leader del gruppo parlamentare dei Verdi nella Camera dei rappresentanti federale. Dal gennaio 2013 è consigliere a Malines.

## Biografia
Calvo è nato a Rumst da padre spagnolo catalano, lui stesso nato a Barcellona è emigrato in Belgio con la sua famiglia nel 1960, e sua madre belga. A casa la famiglia parlava olandese e Kristof dichiarò al giornale di Barcellona La Vanguardia nel 2010 che non aveva abbastanza vocabolario per parlare spagnolo e catalano. Non ha la nazionalità spagnola. Nel 2010, all'età di 23 anni, è diventato il più giovane rappresentante eletto direttamente nella storia belga.
Durante la controversia sull'atteggiamento del governo federale belga nei confronti della crisi costituzionale spagnola del 2017, Kristof Calvo ha assunto un atteggiamento moderato: condanna le violenze della polizia spagnola contro i catalani, chiedendo un dialogo tra Madrid e i catalani.